# Siphamia jebbi
Siphamia jebbi és una espècie de peix pertanyent a la família dels apogònids.

## Descripció
- Pot arribar a fer 2,5 cm de llargària màxima.[5][6]

## Hàbitat
És un peix marí, associat als esculls i de clima tropical que viu entre 14 i 29 m de fondària a les aigües protegides de llacunes i badies.

## Distribució geogràfica
Es troba a Austràlia, Indonèsia, Papua Nova Guinea i Tonga.

## Observacions
És inofensiu per als humans.